# Bolesław Wicherkiewicz

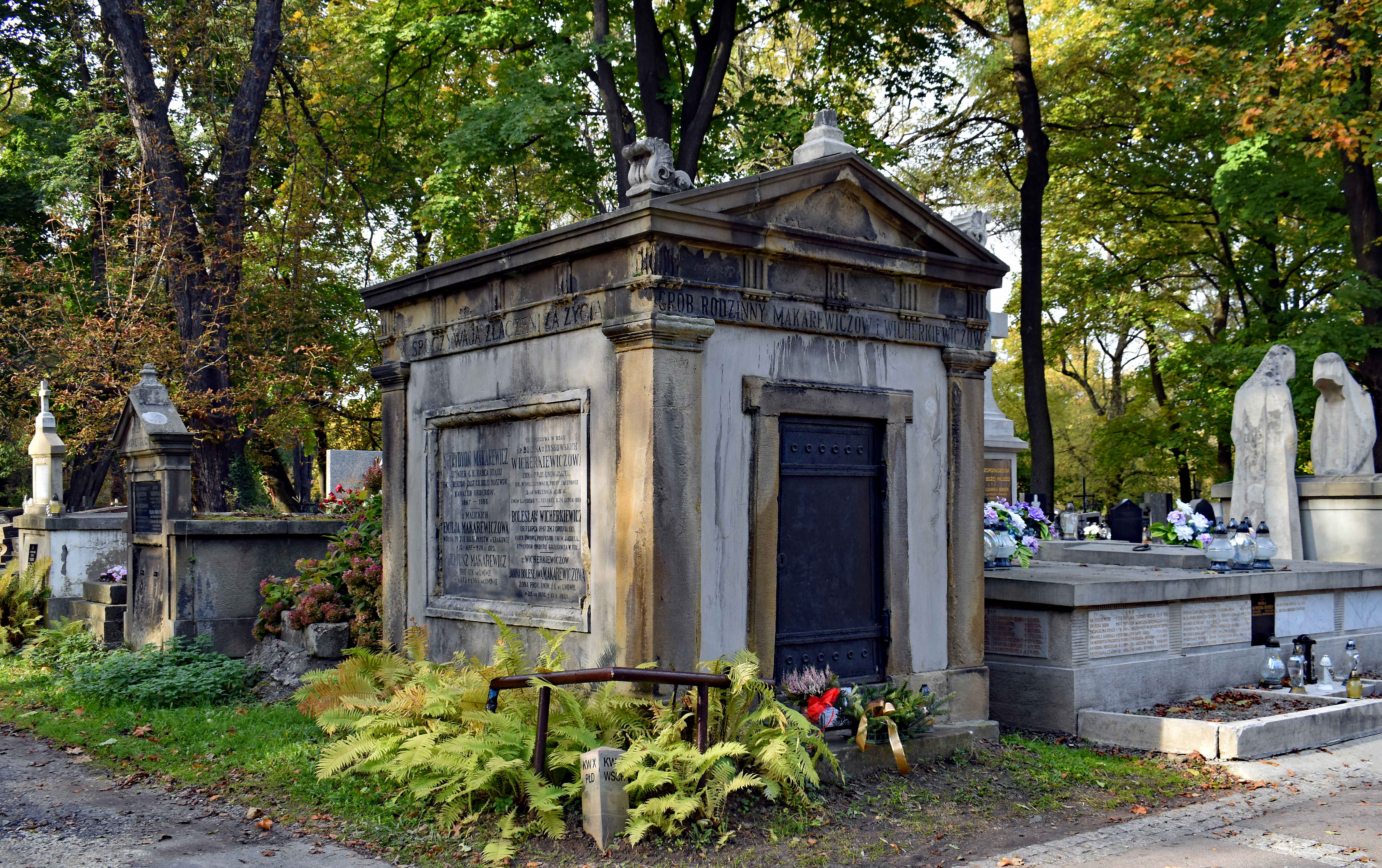
Grób Bolesława Wicherkiewicza na cmentarzu Rakowickim

Bolesław Wiktor Wicherkiewicz (ur. 7 czerwca 1847 w Kcyni, zm. 7 grudnia 1915 w Wiedniu) – polski lekarz okulista, profesor. Jeden z najwybitniejszych okulistów europejskich swojej epoki.

## Edukacja
Był synem Jana Alojzego – lekarza, ucznia Jana Evangelisty Purkyněgo i współpracownika Karola Marcinkowskiego. W latach 1867–1872 pobierał studia medyczne na wojskowej Akademii Medyko-Chirurgicznej Fryderyka Wilhelma w Berlinie i na Uniwersytecie Humboldta tamże. Od 1870 do 1871 brał udział w wojnie francusko-pruskiej, w tym w oblężeniu Paryża. Doktoryzował się w 1872 pracą Über Sarkome und ihr Vorkommen im Mediastinum. Potem przebywał w najlepszych europejskich ośrodkach okulistycznych – w Londynie (William Bowman, Georg Critchett), Paryżu (Louis de Becker, Photinos Panas), Heidelbergu, Halle i Lipsku.

## Okres poznański
W 1877 powrócił do Poznania, w którym mieszkał już wcześniej. 1 lipca tegoż roku założył na Chwaliszewie Zakład Leczniczy dla Ubogich Chorych na Oczy. Początkowo była to tylko przychodnia – po zabiegu chorych odsyłano do domu. Potem znalazły się też miejsca na łóżka. W 1892 zakupił kamienicę przy ul. Święty Marcin 11 i (od strony ul. Wysokiej) urządził większy i nowoczesny zakład okulistyczny. W 1895 było tam już 80 łóżek. Wicherkiewicz dysponował także przychodnią prywatną z 10 łóżkami.
Do szpitala przy ulicy Wysokiej zjeżdżali chorzy nie tylko z Wielkopolski, ale także ze Śląska, Prus Wschodnich, całych Niemiec, innych państw europejskich i z Ameryki Północnej. Był to wtedy największy szpital okulistyczny na ziemiach polskich oraz pierwsza placówka medyczna w Poznaniu o międzynarodowej renomie.
Okulista pełnił rolę sekretarza PTPN (do 1888). W latach 1889–1896 był szefem Wydziału Lekarskiego Towarzystwa, a od 1892 do 1896 (wyjazd do Krakowa) również wiceprzewodniczącym PTPN. Przewodniczył komitetowi organizacyjnemu IV Zjazdu Lekarzy i Przyrodników Polskich w Poznaniu w dniach 2-4 czerwca 1884. Od 1879, przez 14 lat, wydawał Sprawozdania Zakładu Leczniczego dla ubogich chorych na oczy, a ponadto był współzałożycielem i pierwszym redaktorem naczelnym „Nowin Lekarskich".
W 1909 został mianowany przez państwo pruskie radcą sanitarnym, a wkrótce profesorem, co w przypadku Polaków było wielkim wyróżnieniem.

## Okres krakowski
W 1895 powołany został na stanowisko profesora zwyczajnego na Uniwersytecie Jagiellońskim w Krakowie. Objął je w 1896. Krakowska klinika okulistyczna liczyła wtedy 24 łóżka, co uderzało skromnością w stosunku do warunków poznańskich. W 1898 otwarto nowoczesny gmach nowej kliniki, w którym nadal było jednak tylko 40 łóżek. W uznaniu zasług profesor otrzymał tytuł Radcy Dworu. Leczył bezpłatnie zakonnice i zakonników, tudzież ubogich mieszkańców Krakowa. W 1900 papież przyznał mu Order świętego Grzegorza Wielkiego.
Od 1899 do 1914 wydawał (z własnych środków) miesięcznik „Postępy Okulistyczne", pierwsze polskie czasopismo okulistyczne (tradycje czasopisma B. Wicherkiewicza kontynuuje „Klinika Oczna" – czołowy polski periodyk okulistyczny wydawany od 1923). W latach 1897–1915 prezes Krakowskiego Towarzystwa Ratunkowego. Założył też stowarzyszenie Samarytanin Polski. W latach 1911–1915 pełnił funkcję pierwszego przewodniczącego Polskiego Towarzystwa Okulistycznego.
Jeszcze w Poznaniu zaraził się od jednej z pacjentek i ciężko chorował na prawe oko. W obawie przeniesienia się choroby na drugie z oczu, postanowił usunąć prawą gałkę oczną. Dokonano tego w budapeszteńskiej klinice prof. Emila Grósza w 1902.
W 1914 jako przedstawiciel chrześcijańskich demokratów był członkiem sekcji zachodniej Naczelnego Komitetu Narodowego. B. Wicherkiewicz był czołowym propagatorem idei ruchu pansłowiańskiego w medycynie na gruncie polskim.
Pod koniec 1915 został odznaczony oficerską Odznaką Honorową Czerwonego Krzyża na wstędze Medalu Waleczności.
Zmarł nagle w Wiedniu, w 1915, po powikłaniach związanych z rakiem odźwiernika. Pogrzeb odbył się w Krakowie w dniu 13 grudnia 1915 roku. W uroczystości, która rozpoczęła się w kościele oo. Kapucynów udział wzięli: biskup Sapieha, biskup Nowak, prezydent Leo, wiceprezydent Bandrowski, senat akademicki z rektorem Kostaneckim na czele, Wydział Lekarski z dziekanem Piltzem, komendant policji Józef Broszkiewicz, delegaci NKN, Samarytanina Polskiego, Towarzystwa Ratunkowego i oddział legionistów przebywający w tym czasie w Krakowie. Pochowany na cmentarzu Rakowickim.
Następcą Bolesława Wicherkiewicza na stanowiskach kierownika Katedry Okulistyki oraz dyrektora Kliniki Okulistycznej został prof. Kazimierz Majewski.

## Dorobek naukowy
Dorobek naukowy liczy ponad 300 prac, w tym około 150 dotyczy okulistyki (publikował w języku polskim, niemieckim, francuskim i angielskim). Był licznie cytowany, a jego nazwisko znajdować można w wielu współczesnych mu podręcznikach medycznych. Był także autorem pionierskich rozwiązań, zabiegów i instrumentów okulistycznych. W pracy badawczej zajmował się przede wszystkim nowymi metodami operacyjnymi zaćmy, jaskry, zmarszczki nakątnej i małych szpar powiekowych. Ponadto wdrażał nowe leki okulistyczne i nowe sposoby leczenia chorób zapalnych oka.

## Życie prywatne
Żonaty z Bożeną Łyskowską, zmarłą w 1906 w Krakowie. Ożeniony powtórnie i prawdopodobnie nieszczęśliwie, z Marią Trzebińską. Miał jedną córkę, która wyjechała do Lwowa.